# Planetella oleiphila
Planetella oleiphila är en tvåvingeart som först beskrevs av Guercio 1918.  Planetella oleiphila ingår i släktet Planetella och familjen gallmyggor.
Artens utbredningsområde är Eritrea. Inga underarter finns listade i Catalogue of Life.